# Italija (rimska provincija)
Italija pod rimskom vlašću nikada nije bila provincija u užem smislu riječi, nego područje koje je, prvo pod Republikom, a potom pod Carstvom, imalo specifičan status. Samo značenje pojma Italia se mijenjalo u rimskom razdoblju. Ispočetka se pod time podrazumijevala samo današnja Centralna i Južna Italija (ne računajući otoke kao što su Sicilija i Sardinija). Područje sjeverno od rijeke Rubikon, odnosno današnja Sjeverna Italija, je od 3. stoljeća pr. Kr. ispočetka organizirano kao provincija Cisalpinska Galija, da bi tek krajem 1. stoljeća pr. Kr. u doba cara Augusta bilo pripojeno u Italiji, koja je podijeljena u 10 regija (regiones).
Italija je od svih provincija Carstva uživala najveće blagostanje, gospodarsku i kulturnu razvijenost, odnosno druge blagodati pax romane. Međutim, kriza 3. stoljeća i sve veći pritisak barbara počinje pogađati Italiju koja gubi primat u odnosu na druge provincije, prije svega na istoku Carstva, pogotovo nakon što je Konstantin Veliki prijestolnicu premjestio u Konstantinopolis. Italija je, međutim, zadržala svoju jedinstvenu upravnu strukturu i nakon podjele Carstva, kada je pripala Zapadu, a i nakon pada samog Carstva, pod upravom Odoakra, ostrogotskih kraljeva i kratkotrajnom bizantskom vlašću. Provala Langobarda 553. je, međutim, dovela do stvaranja novih političkih entiteta na tlu Italije, odnosno političke razjedinjenosti koja neće biti uklonjena do ujedinjenja Italije u 19. stoljeću.